# Nataša Ljepoja
Nataša Ljepoja (* 28. Januar 1996 in Celje, Slowenien) ist eine slowenische Handballspielerin, die für die slowenische Nationalmannschaft aufläuft.

## Karriere

### Im Verein
Ljepoja begann das Handballspielen in ihrer Geburtsstadt Celje und schloss sich später dem Verein RŽK Zagorje an. Mit der Damenmannschaft von RŽK Zagorje gewann sie 2016 die slowenische Meisterschaft. Im Jahr 2018 wechselte die Kreisläuferin zum slowenischen Spitzenverein RK Krim. Mit RK Krim gewann sie 2019, 2020, 2021, 2022 und 2023 die slowenische Meisterschaft sowie 2019, 2022 und 2023 den slowenischen Pokal. Seit der Saison 2023/24 steht sie beim rumänischen Erstligisten SCM Râmnicu Vâlcea unter Vertrag.

### In Auswahlmannschaften
Ljepoja gehört dem Kader der slowenischen Nationalmannschaft an. Den bislang einzigen Medaillengewinn in ihrer Länderspiellaufbahn verzeichnete sie bei den Mittelmeerspielen 2018, als Slowenien Bronze gewann. Weiterhin nahm sie mit der slowenischen Auswahl an der Weltmeisterschaft 2019, an der Europameisterschaft 2020, an der Weltmeisterschaft 2021, an der Europameisterschaft 2022, an der Weltmeisterschaft 2023 und an den Olympischen Sommerspielen 2024 teil.